# Christoph Gottlieb Schröter
Christoph Gottlieb Schröter (Hohenstein, 10 août 1699 - Nordhausen, 20 mai 1782) est un compositeur allemand.

## Biographie
Schröter entra en 1706 comme jeune choriste à l'École Sainte-Croix de Dresde puis entama en 1717 à Leipzig des études de théologie qu'il interrompit au bout d'une année. Il fit en 1724 des conférences sur la musique à Iéna et fut nommé en 1726 organiste à Minden. À partir de 1732 il travailla comme organiste à l'église Saint-Nicolas (Nikolaikirche (de)) de Nordhausen. 
La production musicale de Schrôter a été abondante, comprenant notamment sept cycles annuels complets de cantates sacrées, des cantates profances, une passion, des sérénades, concertos, ouvertures, sonates, préludes et fugues pour l'orgue ainsi que de nombreuses œuvres de circonstance ; cependant la plus grande partie de toutes ces compositions a disparu lors du pillage de la cité de Nordhausen pendant la Guerre de Sept Ans en 1761.
Par ailleurs, il a rédigé des ouvrages de théorie musicale et a mis au point un mécanisme de piano,. En 1739, il est devenu membre de la société savante dédiée à la science musicale fondée par Lorenz Christoph Mizler (Société des sciences musicales par correspondance (de)). Il a rédigé plusieurs articles dans la Bibliothèque Musicale de Mizler. Ernst Ludwig Gerber le considérait comme un des meilleurs organistes de son temps, en précisant cependant que dans ce domaine, il ne pouvait absolument pas se comparer à Jean-Sébastien Bach pour la raison qu'il jouait toujours staccato pendant que Bach avait un jeu beaucoup plus lié.